# Farah Mohamed
Farah Mohamed (nascida em 1970) é uma ativista canadense dos direitos das mulheres, oradora e líder empresarial que fundou o G(irls)20, um evento anual para reunir mulheres de todo o mundo. Anteriormente, ela atuou como CEO do Fundo Malala, uma organização sem fins lucrativos que defende a educação de meninas. Ela passou quase uma década trabalhando com políticos canadenses em Parliament Hill.
Ela recebeu uma Medalha de Serviço Meritório, uma Medalha do Jubileu de Diamante da Rainha Elizabeth II e foi uma das ganhadoras do Top 25 Canadian Immigrant Awards de 2014, apresentado pela Canadian Immigrant Magazine. Em 2014, ela também foi reconhecida como uma das 100 mulheres da BBC.

## Infância e educação
Ela nasceu em 1970, em Uganda. Os seus pais procuraram refúgio no Canadá em 1972, depois de os asiáticos terem sido expulsos de Uganda, e estabeleceram-se em St. Catharines, Ontário.
Ela possui bacharelado em artes pela Queens University e mestrado em artes e doutorado honorário em direito pela University of Western Ontario.

## G(irl)20
Em 2010, ela fundou o G(irls)20, um evento anual para capacitar as mulheres de cada um dos países do G20 e da África. Todos os anos, antes da reunião de cúpula do G20, o G(irls)20 reúne mulheres para uma semana de formação em liderança e defesa de direitos. Ela atuou como CEO do G(irls)20 por 5 anos até se tornar CEO do Fundo Malala.